# Eduardo Scarpetta
Eduardo Scarpetta (* 14. April 1993 in Neapel) ist ein italienischer Schauspieler.

## Leben und Karriere
Scarpetta wurde in die berühmte Scarpetta-De Filippo-Familie geboren. Seine Eltern, Mario Scarpetta und Maria Basile, waren Schauspieler, die sich beim Theater kennenlernten. Sein Vater leitete eine Theatergruppe, starb jedoch, als Scarpetta 11 Jahre alt war. Scarpettas Ururgroßvater ist der italienische Schauspieler und Dramatiker Eduardo Scarpetta.
Er besuchte ein Liceo Classico in Neapel. Später studierte er das Schauspiel am Centro Sperimentale di Cinematografia in Rom. Sein Debüt gab er 2016 in dem Film Pericle il Nero. Von 2018 bis 2022 war Scarpetta in der Serie Meine geniale Freundin zu sehen. 2021 bekam er in dem Film Qui rido io eine Hauptrolle. Außerdem spielte er 2022 in Die ahnungslosen Engel mit. Unter anderem wurde Scarpetta 2023 für die Serie Die Löwen von Sizilien gecastet. Im selben Jahr setzte er seine Karriere in Mafia Mamma fort.

## Filmografie
Filme
- 2016: Pericle il Nero
- 2018: Capri-Revolution
- 2021: Carosello Carosone
- 2021: La donna per me
- 2021: Qui rido io
- 2023: Mafia Mamma

Serien
- 2018–2022: Meine geniale Freundin (L’amica geniale)
- 2022: Die ahnungslosen Engel (Le Fate Ignoranti)
- 2023: Das Gesetz nach Lidia Poët (La legge di Lidia Poët)
- 2023: Die Löwen von Sizilien (I Leoni di Sicilia)

## Auszeichnungen

### Gewonnen
- 2022: Nastri D'Argento Grandi Serie in der Kategorie „Bester Nebendarsteller“[7]
- 2022: David di Donatello in der Kategorie „Bester Nebendarsteller“[8]